# Каладіно
Каладіно (італ. Caladino) — село (італ. curazia) в республіці Сан-Марино. Адміністративно належить до муніципалітету К'єзануова.